# Comté de Rock (Nebraska)
Pour les articles homonymes, voir Comté de Rock.
Le comté de Rock est un comté de l'État du Nebraska, aux États-Unis.
Son siège est la ville de Bassett.